# 21. кордунашки корпус
21. кордунашки корпус је био корпус у саставу Српске војске Крајине. Он је био формиран у јесен 1992. године од бившег Зонског штаба Територијалне одбране за Кордун и 80. војничке бригаде посебних јединица милиције и дијелова јединица из некадашње Територијалне одбране. Команданти корпуса су били: пуковник Чедомир Булат и пуковник Вељко Босанац. Начелници штаба су били: пуковник Чедо Радановић, пуковник Петар Тркуља, и пуковник Љубан Ивковић.
Корпус је био лоциран на територији Кордуна и бранио је границу РСК према Хрватској од Хума, преко Мрежнице, Коране и Купе до ријеке Глине код села Таборишта, и према Петом корпусу Армије РБиХ. На југозападу и југоистоку корпус је остваривао непосредну везу са јединицама 15. личког корпуса СВК, а на сјевероистоку и сјеверозападу са јединицама 39. банијског корпуса СВК.
Уз ангажовање припадника корпуса, обновљен је рад спортских друштава у градовима: Слуњ, Војнић, Вргинмост. Пружана је помоћ у раду и функционисању Националног парка Плитвичка језера, те у раду владиних и невладиних организација и других установа.

## Организација
Састав 21. корпуса:
- Команда (Петрова Гора)
- 11. пјешадијска бригада (Војнић)
- 13. пјешадијска бригада (Слуњ)
- 19. пјешадијска бригада (Вргинмост)
- 21. гранични одред (Широка Ријека)
- оклопни батаљон (Перна)
- инжињеријски батаљон (Блатуша)
- 21. мјешовити противоклопни артиљеријски дивизион
- 21. противдиверзантски одред
- 85. позадинска база